# Karl Ludwig Goldbach
Pour les articles homonymes, voir Goldbach.
Karl Ludwig Goldbach (russifié en Lev Fiodorovitch Goldbach), né le 22 août (2 septembre) 1793 à Leipzig et mort le 1 (13) mars 1824 à Moscou, est un botaniste allemand qui fut au service de l'Empire russe.

## Carrière
Il part pour la Russie à l'âge de onze ans, lorsque son père, le professeur d'astronomie Friedrich Goldbach, est nommé à l'université de Moscou. Il étudie d'abord à la pension noble de l'université de Moscou, puis à la faculté de médecine de l'université de Moscou à partir de 1810 qu'il termine en 1815. Il est l'élève de Gotthelf Fischer von Waldheim et de Georg Franz Hoffmann. Sa thèse de doctorat l'année suivante porte sur le genre Crocus. Plus tard grâce à cela, il publie «Monographiae generis croci tentamen» (in: Мémoires de la Société impériale des naturalistes de Moscou, tome V).
Il est nommé le 10 novembre 1817 assistant (adjuctant) de botanique et de pharmacologie de l'Académie médico-chirurgicale de Moscou et continue à enseigner en même temps au département de physique et de mathématiques de l'université de Moscou. En 1819, il est nommé enseignant d'histoire naturelle (en tant qu'assistant) au nouvel institut de médecine fondé cette même année. Il est l'auteur d'un atlas végétal basé sur ses expéditions et les herbiers d'autres botanistes, dans la province de Moscou. Ces collections comportant dix mille feuillets se trouvent aujourd'hui à l'herbier de l'université de Moscou.
Goldbach est l'auteur d'une illustration des plantes utilisées en médecine, en agriculture, etc. et d'un «Catalog der Moskowischen Flora» (1820) avec la description de 770 espèces végétales croissant dans le gouvernement de Moscou.

## Hommages
- Son nom a été donné à une sorte rare de crucifère, Goldbachia avec onze espèces dont les deux plus connues sont Goldbachia laevigata que l'on trouve en Russie et Goldbachia torulosa que l'on trouve au Levant.

## Source
- (ru) Cet article est partiellement ou en totalité issu de l’article de Wikipédia en russe intitulé « Гольдбах, Лев Фёдорович » (voir la liste des auteurs).